# Louis Palander
Adolf Arnold Louis Palander af Vega, né le 2 octobre 1842 à Karlskrona et mort le 7 août 1920 à Djursholm, est un officier naval suédois célèbre pour avoir été le capitaine de l'expédition Vega d'Adolf Erik Nordenskiöld, première à franchir le passage du Nord-Est.

## Biographie

### Début de la carrière maritime
Louis Palander est devenu cadet de la marine suédoise à l'âge de 14 ans. En 1864, il est diplômé en tant que sous-lieutenant de l'Académie royale de guerre de Karlberg et participe ensuite à des expéditions en Méditerranée, en Sierra Leone et au Liberia à bord de la corvette Gefle, ainsi qu'à un voyage aux États-Unis. Après plusieurs missions en mer, Louis Palander participe à l'expédition d'Adolf Erik Nordenskiöld au Spitzberg en 1868 à bord du vapeur Sofia. Le capitaine du navire était le Baron Fredrik Wilhelm von Otter. La même année, Palander épouse la fille du confiseur, Anna Katarina Grischotti (1847-1923).
Ensuite, Palander a servi sur la frégate à vapeur Vanadis pendant son long voyage en Méditerranée en 1869-1870. Il est ensuite promu lieutenant et commande le vapeur postal Polhem, d'abord pendant l'hiver 1870-1871 entre Gotland et le continent suédois, puis en 1871-1872 pour assurer le passage du courrier à travers l'Öresund dans les conditions hivernales difficiles. Il a également été commandant du bateau à vapeur Polhem lors de l'expédition Spetsbergen menée par Nordenskiöld en 1872-1873. Au cours de ce voyage, il a fait preuve d'un courage et d'une habileté exceptionnels et a largement contribué aux travaux scientifiques. Palander a également participé, avec neuf autres hommes, à la tentative infructueuse de Nordenskiöld d'atteindre le pôle Nord à partir du camp de base de Mosselbay, entre mai et juin 1873. Après son retour en Suède, Palander a demandé sa démission de la marine et s'est engagé comme capitaine d'un cargo en route pour l'Angleterre, puis comme capitaine d'une ligne de bateaux à vapeur basée à Göteborg.

### L'expédition Vega
En 1877, Palander retourne dans la marine suédoise et se porte volontaire pour être capitaine de l'expédition prévue pour franchir le passage du Nord-Est. À cette fin, Palander s'est procuré le baleinier Vega et a sélectionné l'équipage et les officiers. Le navire a quitté Karlshamn le 22 juin 1878 et est arrivé à Tromsø, en Norvège, le 17 juin, où Nordenskiöld est monté à bord. L'expédition s'est déroulée de 1878 à 1879 et a été un succès total. Peu avant la fin du voyage, Palander est promu capitaine. À son retour en Suède, il est également fait chevalier par le roi Oscar II de Suède sous le nom de Palander af Vega et se voit accorder une pension annuelle de 4 000 couronnes suédoises par le Riksdag. Palander, qui était un photographe amateur compétent, a ramené une soixantaine de plaques de verre avec des motifs du voyage et des rencontres de l'expédition.

### Carrière navale et politique ultérieure
Entre 1881 et 1883, Palander a été l'adjoint du directeur du chantier naval Friherre Fredrik von Otter à Karlskrona. En 1889, Palander est nommé commandant et après avoir été promu commandant en 1896, il sert comme capitaine de pavillon à l'état-major du commandant suprême de 1896 à 1897, servant sur les navires blindés Göta et Oden. En 1899, Palander devient chef de l'administration navale et est promu contre-amiral le 21 septembre 1900. Le 31 mai 1901, Palander prend le poste de ministre de la défense navale dans le gouvernement von Otter, à la suite de la démission de son prédécesseur Gerhard Dyrssen, et est promu vice-amiral le 27 novembre 1903. Il démissionne, avec le reste du gouvernement, le 2 août 1905, en raison de la crise politique qui suit la dissolution de l'Union suédoise-croate, puis reprend sa carrière dans la marine suédoise. Il a été commandant de station à la station navale de Stockholm de 1905 à 1910. Il est devenu amiral de la marine le 8 octobre 1910.
Jusqu'à sa mort, Palander a suivi avec intérêt les recherches sur l'Arctique et était généralement consulté avant de planifier des expéditions. Il est enterré au cimetière de Djursholm, sous la chapelle.

## Distinctions
- Chevalier de l'ordre de Vasa (1874)
- Chevalier de l'ordre royal de l'Étoile polaire (1880)
- Commandeur avec étoile de l'ordre de Saint-Olaf (1903)
- Chevalier grand-croix de l'ordre du Lion d'or de la maison de Nassau (1903)
- Grand-croix de l'ordre de Dannebrog (1904)
- Grand officier de la Légion d'honneur (1906)
- Grand officier de l'ordre de Léopold (1908)